# Lymantriades variegata
Lymantriades variegata är en fjärilsart som beskrevs av Moore 1879. Lymantriades variegata ingår i släktet Lymantriades och familjen tofsspinnare. Inga underarter finns listade i Catalogue of Life.